# Cyriacus av Rom
Cyriacus av Rom var en romersk diakon som led martyrdöden år omkring år 303. Cyriacus hjälpte de kristna som dömts till tvångsarbete vid byggandet av Diocletianus termer. Han räknas till de fjorton nödhjälparna.